# Radomiła
Radomiła – nienotowany w czasach staropolskich żeński odpowiednik imienia Radomił.
Radomiła imieniny obchodzi 11 czerwca, 13 lipca, 19 lipca i 13 sierpnia.
Osoby noszące to imię: 
- Radmila Šekerinska – macedońska polityk.